# Poševni stolp v Pisi
Poševni stolp v Pisi (italijansko Torre pendente di Pisa), tudi samo Stolp v Pisi (Torre di Pisa), je samostoječi zvonik (campanile) stolnice sv. Marije Vnebovzete v Pisi, ki stoji na Piazza del Duomo (Stolničnem trgu), tudi Piazza dei Miracoli na severnem delu starega mestnega jedra. Je tretja najstarejša zgradba na mestnem Stolničnem trgu, za stolnico in krstilnico v Pisi.
Približno 56 metrov visok stolp je bil zgrajen med 12. in 14. stoletjem in se je že med gradnjo pričel nagibati zaradi mehke podlage, ki ni mogla pravilno podpirati teže konstrukcije, ki so na eni strani premehka za tolikšno maso. Zaradi te značilnosti je ena najbolj prepoznavnih stavb na svetu in simbol mesta ter v mednarodnem merilu tudi eden od simbolov Italije.
Po več neuspešnih poskusih sanacije v 20. stoletju je nagib do leta 1990 dosegel že nevarnih 5,5 º od navpičnice, zato je bil zagnan nov obsežen program sanacije z mednarodno udeležbo (1990–2001), med katerim so ga izravnali na 3,99 º ter preprečili nadaljnje posedanje na mehkejši strani. Že prej pa so se oblasti odločile, da ga ne nameravajo povsem izravnati, saj bi s tem ogrozili njegov status prvovrstne turistične znamenitosti, ki letno privablja milijone turistov.
Skupaj z ostalimi zgradbami na Stolničnem trgu (poleg stolnice še krstilnica in pokopališče) je kot mojstrovina srednjeveške arhitekture vpisan v seznam Unescove svetovne dediščine.

## Arhitekt
Pojavili so se spori glede resnične identitete arhitekta poševnega stolpa v Pisi. Dolga leta so oblikovanje pripisovali Guglielmu in Bonannu Pisanu, znanima rezidenčnima umetnikoma iz 12. stoletja v Pisi, slednji je bil znan po svojih bronastih odlitkih, zlasti v stolnici. Pisano je leta 1185 iz Pise odšel v Monreale na Siciliji, da bi se vrnil in umrl v svojem mestu. Košček odlitka z njegovim imenom je bil odkrit ob vznožju stolpa leta 1820, vendar je to morda povezano z bronastimi vrati na fasadi stolnice, ki so bila uničena leta 1595. Študija iz leta 2001 kaže, da je bil prvotni arhitekt Diotisalvi, zaradi časa gradnje in sorodnosti z drugimi Diotisalvijevimi deli, zlasti zvonikom San Nicola in Krstilnico, oba v Pisi.
- Detajl kapitela stebra na najvišjem nadstropju
- Detajl stebra
- Baza stene stebrov
- Cvetni okras
- Vhod
- Detajl živali na steni
- Tlak
- Zvon Vnebovzete
- Zvon Pasquareccia
- Nadstropje z zvonovi

## Zgradba
Gradnja stolpa je potekala v treh fazah v 199 letih. 5. januarja 1172 je Donna Berta di Bernardo, vdova in prebivalka hiše dell'Opera di Santa Maria, oporočila šestdeset soldov Opera Campanilis petrarum Sancte Marie. Vsoto so nato uporabili za nakup nekaj kamnov, ki so še vedno osnova zvonika. 9. avgusta 1173 so bili postavljeni temelji stolpa. Dela v pritličju iz belega marmorja so se začela 14. avgusta istega leta v obdobju vojaškega uspeha in razcveta. To pritličje je slepa arkada, ki jo sestavljajo stebri s klasičnimi korintskimi kapiteli. Skoraj štiri stoletja kasneje je Giorgio Vasari zapisal: »Guglielmo je, kot je rečeno, leta 1174 skupaj s kiparjem Bonannom postavil temelje zvonika stolnice v Pisi«.
Stolp se je začel pogrezati leta 1178, ko je gradnja napredovala v drugo nadstropje. To je bilo posledica zgolj trimetrskega temelja, postavljenega v šibko, nestabilno podlago, ki je bil od začetka napačen. Gradnja se je nato ustavila za skoraj stoletje, saj je bila republika Pisa skoraj neprestano v bojih z Genovo, Lucco in Firencami. To je omogočilo čas, da so se osnovna tla stabilizirala. V nasprotnem primeru bi se stolp skoraj zagotovo podrl. 27. decembra 1233 je delavec Benenato, sin Gerarda Botticija, nadzoroval nadaljevanje gradnje stolpa.
23. februarja 1260 je bil za nadzor nad gradnjo stolpa izvoljen Guido Speziale, sin Giovannija Pisana. 12. aprila 1264 je mojster Giovanni di Simone, arhitekt Camposanta in 23 delavcev odšel v gore blizu Pise, da bi pridobili marmor. Leta 1272 se je gradnja pod Di Simoneom nadaljevala. Da bi kompenzirali nagib, so inženirji zgradili zgornja nadstropja z eno stranjo, višjo od druge. Zaradi tega je stolp ukrivljen. Gradnja se je ponovno ustavila leta 1284, ko so Pisane v bitki pri Meloriji premagali Genovežani.
Sedmo nadstropje je bilo dokončano leta 1319. Zvonik je bil končno dodan leta 1372. Zgradil ga je Tommaso di Andrea Pisano, ki mu je uspelo uskladiti gotske elemente zvonika z romanskim slogom stolpa. Zvonov je sedem, po en za vsako noto glasbene durove lestvice. Največji je bil nameščen leta 1655.

## Zgodovina po izgradnji
Med letoma 1589 in 1592 naj bi Galileo Galilei, ki je takrat živel v Pisi, s stolpa spustil dve topovski krogli različnih mas, da bi dokazal, da je bila njuna hitrost spusta neodvisna od njihove mase, v skladu z zakonom prostega pada. Glavni vir tega je biografija Racconto istorico della vita di Galileo Galilei ('Zgodovinsko poročilo o življenju Galilea Galileja), ki jo je Galilejev učenec in tajnik Vincenzo Viviani napisal leta 1654, vendar je bila objavljena šele leta 1717, dolgo po njegovi smrti.
Med drugo svetovno vojno so zavezniki sumili, da Nemci uporabljajo stolp kot opazovalno točko. Leon Weckstein, vodnik ameriške vojske, ki je bil poslan, da potrdi prisotnost nemških vojaških sil v stolpu, je bil navdušen nad lepoto stolnice in njenega zvonika, zato se je vzdržal ukaza topniškega napada in ga obvaroval pred uničenjem.
Številna prizadevanja so bila storjena za povrnitev stolpa v navpično lego ali vsaj preprečitev porušitve. Večina teh prizadevanj je propadla; nekatera so celo poslabšala nagib. 27. februarja 1964 je italijanska vlada zaprosila za pomoč. Vendar se je zdelo pomembno, da se ohrani sedanji nagib zaradi vloge, ki jo je imel ta element pri promociji turistične industrije v Pisi.
Na Azorskih otokih se je zbrala večnacionalna projektna skupina inženirjev, matematikov in zgodovinarjev, ki so razpravljali o stabilizacijskih metodah. Ugotovljeno je bilo, da se nagib povečuje v kombinaciji z mehkejšimi temelji na nižji strani. Za stabilizacijo stolpa je bilo predlaganih veliko načinov, vključno z dodajanjem 800 ton svinčenih protiuteži na dvignjeni konec podstavka kot začasni poseg.
Stolp in sosednja stolnica, krstilnica in pokopališče so vključeni na seznam svetovne dediščine Piazza del Duomo, ki je bil razglašen leta 1987.
Stolp je bil za javnost zaprt 7. januarja 1990 po več kot dveh desetletjih stabilizacijskih študij in ga je spodbudil nenaden propad stolpa Pavia leta 1989. Zvonove so odstranili, da so zmanjšali težo, okoli tretjega nadstropja so namestili kable in jih zasidrali nekaj sto metrov stran. Stanovanja in hiše na poti morebitnega padca stolpa so bile izpraznjene zaradi varnosti. Izbrana metoda za preprečevanje propada stolpa je bila, da se njegov nagib nekoliko zmanjša na varnejši kot z odstranjevanjem 38 kubičnih metrov zemlje  pod dvignjenim koncem. Nagib stolpa se je zmanjšal za 45 centimetrov in se vrnil v položaj iz leta 1838. Po desetletju korektivnih prizadevanj za rekonstrukcijo in stabilizacijo so stolp 15. decembra 2001 ponovno odprli za javnost in ga razglasili za stabilnega. Skupaj je bilo odstranjenih 70 ton zemlje.
Po fazi (1990–2001) strukturne krepitve so v stolpu postopoma obnavljali površino, da bi popravili vidne poškodbe, predvsem korozijo in počrnjenje. To je bilo še posebej izrazito zaradi starosti stolpa in njegove izpostavljenosti vetru in dežju. Maja 2008 so inženirji sporočili, da je bil stolp stabiliziran tako, da se je prvič v svoji zgodovini nehal premikati. Izjavili so, da bo stabilna vsaj 200 let.
- Poševni stolp v Pisi v 1890-ih[20]
- Spominska plošča Galileo Galileijevemu poskusu
- začasne svinčene protiuteži, 1998
- Krstilnica (v ospredju), stolnica (na sredini), in poševni stolp (v ozadju)

## Potresi
Od leta 1280 so regijo prizadeli vsaj štirje močni potresi, a očitno jih je ranljivi stolp preživel. Razlog ni bil razumljen, dokler tega ni raziskala raziskovalna skupina 16 inženirjev. Raziskovalci so ugotovili, da je bil stolp sposoben zdržati tresljaje zaradi dinamične interakcije zemlja-struktura: višina in togost stolpa skupaj z mehkobo temeljnih tal vpliva na vibracijske značilnosti konstrukcije tako, da se stolp ne bo odzval na potresno gibanje tal. Enaka mehka zemlja, ki je povzročila nagibanje in pripeljala stolp na rob propada, mu je pomagala preživeti. 

## Tehnični podatki
- Nadmorska višina trga Piazza del Duomo: približno 2 metra
- Višina od pritličja: 55,863 metrov 8 nadstropij
- Višina od temeljnega dna: 58,36 m
- Zunanji premer podnožja: 15,484 metrov
- Notranji premer dna: 7,368 metrov
- Kot naklona: 3,97 stopinje ali 3,9 metra od navpičnice
- Teža: 14.700 ton
- Debelina sten na dnu: 2,44 metra
- Skupno število zvonov: 7, uglašenih na durovo glasbeno lestvico, v smeri urnega kazalca:
  - 1. zvon: L'Assunta, ki ga je leta 1654 ulil Giovanni Pietro Orlandi, teža 3.620 kg
  - 2. zvon: Il Crocifisso, ki ga je leta 1572 ulil Vincenzo Possenti, teža 2.462 kg
  - 3. zvon: San Ranieri, ki ga je v letih 1719–1721 ulil Giovanni Andrea Moreni, teža 1.448 kg
  - 4. zvon: La Terza (1. majhen), odlit leta 1473, teža 300 kg (661 lb)
  - 5. zvon: La Pasquereccia ali La Giustizia, ki ga je leta 1262 ulil Lotteringo, teža 1.014 kg
  - 6. zvon: Il Vespruccio (2 najmanjši), ki ga je v 14. stoletju in leta 1501 znova ulil Nicola di Jacopo, teža 1.000 kg
  - 7. zvon: Dal Pozzo, ulit leta 1606 in ponovno leta 2004, teža 652 kg
- Število stopnic do vrha: 296

O 5. zvonu: Ime Pasquareccia prihaja od Velike noči, ker je nekoč zvonil na velikonočni dan. Vendar je ta zvon starejši od samega zvonika in prihaja iz stolpa Vergata v Palazzo Pretorio v Pisi, kjer se je imenoval La Giustizia (Pravičnost). Zvon je bil napovedal usmrtitve zločincev in izdajalcev, vključno z grofom Ugolinom leta 1289. Konec 18. stoletja je bil v zvonik nameščen nov zvon, ki je nadomestil pokvarjenega Pasquareccia.
Krožna oblika in velika višina campanila sta bila za tisti čas nenavadna, krona zvonika pa se slogovno razlikuje od ostalih zgradb. Ta zvonik vključuje 14 cm korekcijo za nagnjeno os spodaj. Lokacija kampanila na trgu Piazza del Duomo se razlikuje od aksialne usmeritve stolnice in krstilnice na Piazza del Duomo.

## Guinnessovi rekordi
Dve nemški cerkvi sta izpodbijali status stolpa kot najbolj nagnjene stavbe na svetu: kvadratni poševni stolp iz 15. stoletja v Suurhusenu in zvonik iz 14. stoletja v mestu Bad Frankenhausen. Guinnessovi rekordi so izmerili stolpa v Pisi in Suurhusenu, ugotovili so, da je nagib prvega 3,97 stopinje. Guinnessovi svetovni rekordi so junija 2010 zgradbo Capital Gate v Abu Dabiju v Združenih arabskih emiratih potrdili kot »najbolj oddaljeni poševen stolp na svetu« ; ima naklon 18 stopinj, skoraj petkrat več kot stolp v Pisi, vendar je bil namerno zasnovan tako, da je poševen. Poševni stolp Wanaka na Novi Zelandiji, prav tako namerno zgrajen, se nagiba s 53 stopinjami glede na tla.